# Suma (Agdam)
Pour les articles homonymes, voir Suma.
Suma est un village de la région d'Agdam en Azerbaïdjan.

## Histoire
En 1992-2020, Suma était sous le contrôle des forces armées arméniennes. Le 20 novembre 2020, la région d'Agdam, y compris le village de Suma a été rétrocédée à l'Azerbaïdjan conformément aux termes de la Déclaration tripartite du 10 novembre 2020, signée par les présidents azerbaïdjanais et russe et le premier ministre arménien.

## Géographie
Le village de Suma de la région d'Agdam est situé dans la circonscription territoriale administrative Gulludjé.

## Économie
La principale occupation de la population est l'élevage, sériciculture, viticulture et céréaliculture.

## Culture
Avant l'occupation il y avait une école secondaire, un club, une bibliothèque, un centre médical et diverses installations commerciales et de restauration dans le village. Entre les villages de Gulludjé et Suma, il y avait un lieu sacré appelé "Güllücə ocağı".

## Population
Selon les statistiques de 1994, la population du village est de 1286 personnes.